# 高坪駅
高坪駅（コピョンえき）は、大韓民国慶尚北道醴泉郡にかつて存在した韓国鉄道公社の駅である。

## 歴史
- 1931年10月15日 - 開業。
- 1944年10月1日 - 廃止。
- 1966年10月1日 - 再開業。
- 2001年7月1日 - 廃止。

## 隣の駅
韓国鉄道公社
慶北線
東醴泉駅 - 高坪駅 - 眉山駅
慶北線旧線
高坪駅 - 虎鳴駅